# Jan Willem Wegstapel
Jan Willem Wegstapel (Scheveningen, 7 april 1924 - Den Haag, 12 oktober 2020) was een Nederlands bestuurder en politicus van de VVD.

## Loopbaan
Hij was hoofdcommies bij het departement van Landbouw, Visserij en Voedselvoorziening voor hij in juni 1954, toen nog partijloos, benoemd werd tot burgemeester van Maasdam. In december 1961 volgde zijn benoeming tot burgemeester van de gemeenten Haastrecht, Vlist en Stolwijk en in augustus 1970 werd hij burgemeester van Zoetermeer. Hij begon met de uitgroeiplannen van Zoetermeer van zijn voorganger Tuyll van Serooskerken. In februari 1978 gaf hij die functie op om president-directeur te worden van Luchthaven Schiphol. Zijn laatste wapenfeit was het uitbreidingsplan om de capaciteit van Schiphol te laten groeien van 15 naar 30 miljoen passagiers p/j. Medio 1989 ging hij met pensioen. Na zijn pensioen was hij nog voorzitter van de Vereniging van Particuliere Beveiligingsorganisaties.
Wegstapel overleed in 2020 op 96-jarige leeftijd. In Zoetermeer is naar hem het Burgemeester Wegstapelplein vernoemd.
Wegstapel werd in 1988 benoemd tot ridder in de Orde van de Nederlandse Leeuw.